# Data thalpophiloides
Data thalpophiloides là một loài bướm đêm trong họ Noctuidae.